# Bheriganga
Bheriganga (Nepali भेरीगंगा) ist eine Stadt (Munizipalität) im westlichen Nepal im Distrikt Surkhet. 
Die Stadt entstand 2014 durch Zusammenlegung der Village Development Committees Chhinchu, Maintada und Ramghat. 
Bheriganga liegt im Inneren Terai am Südufer des Bheri-Flusses. 
Das Stadtgebiet umfasst 150,2 km².
Die Fernstraße Ratna Rajmarg (Nepalganj–Birendranagar) verläuft durch Bheriganga.

## Einwohner
Bei der Volkszählung 2011 hatten die VDCs, aus welchen die Stadt Bheriganga entstand, 32.511 Einwohner (davon 14.708 männlich) in 7176 Haushalten.